# Nadège du Bospertus
Nadège du Bospertus (Montfermeil, 16 de marzo de 1968) es una modelo francesa y exjuez en el programa de televisión italiano Italia’s Next Top Model. Fue musa de Giorgio Armani y Gianni Versace.

## Primeros años
Nadège nació en Montfermeil (Francia). Estudió economía hasta 1988, cuando fue descubierta por un joven fotógrafo en París. Las fotos fueron enviadas a una agencia de modelos y su carrera despegó rápidamente.

## Carrera
Su primera portada fue en julio de 1989 para la revista 20 Ans. Pronto, Nadège comenzó a aparecer regularmente en las portadas de las revistas de moda como Vogue, Marie Claire, Elle y Mademoiselle y trabajó con los fotógrafos de moda más importantes, como Steven Meisel, Patrick Demarchelier, Gilles Bensimon, Bruce Weber, Herb Ritts.
Ella participó en campañas publicitarias para grandes diseñadores como Giorgio Armani, Ralph Lauren, Chanel, Escada, Fendi, Kenzo, Missoni, Sportmax, Strenesse, Ungaro, Versace y Versus.
Se convirtió en una de las modelos más buscadas en los años 1990. Apareció en las portadas de Vogue (París) y Elle (Londres), así como en las campañas publicitarias de las empresas Chanel, Ralph Lauren, Yves Saint Laurent y Levi’s.
En la pasarela, desfiló para todos los principales diseñadores de la época como
Carolina Herrera,
Chanel,
Christian Dior,
Claude Montana,
Dolce & Gabbana,
Giorgio Armani,
Karl Lagerfeld,
Krizia,
Laura Biagiotti,
Les Copains,
Óscar de la Renta,
Roberto Cavalli.
Valentino y
Versace,
En 1995 fue coanfitriona de la serie de televisión Déjà Dimanchewhich, que se emitía todos los domingos en la televisión francesa. En 1999, la empresa automovilística Mercedes-Benz puso a Nadège en sus anuncios de televisión europeas para el revolucionario modelo Smart.
En abril de 2002, Nadège regresó a la pasarela para celebrar los 25 años de Gianfranco Ferre. En esa temporada, participó ―fotografiada por Michelangelo Di Battista― de la campaña publicitaria de la casa italiana de cachemira María di Ripabianca. En el 2008 y 2009 trabajó como juez en las tres ediciones del programa de televisión Italia's Next Top Model (por Sky Uno) y volvió a la pasarela para Dsquared2 durante el Women’s Fashion Shows (en Milán), donde interpretó a uno de los Ángeles de Charlie.

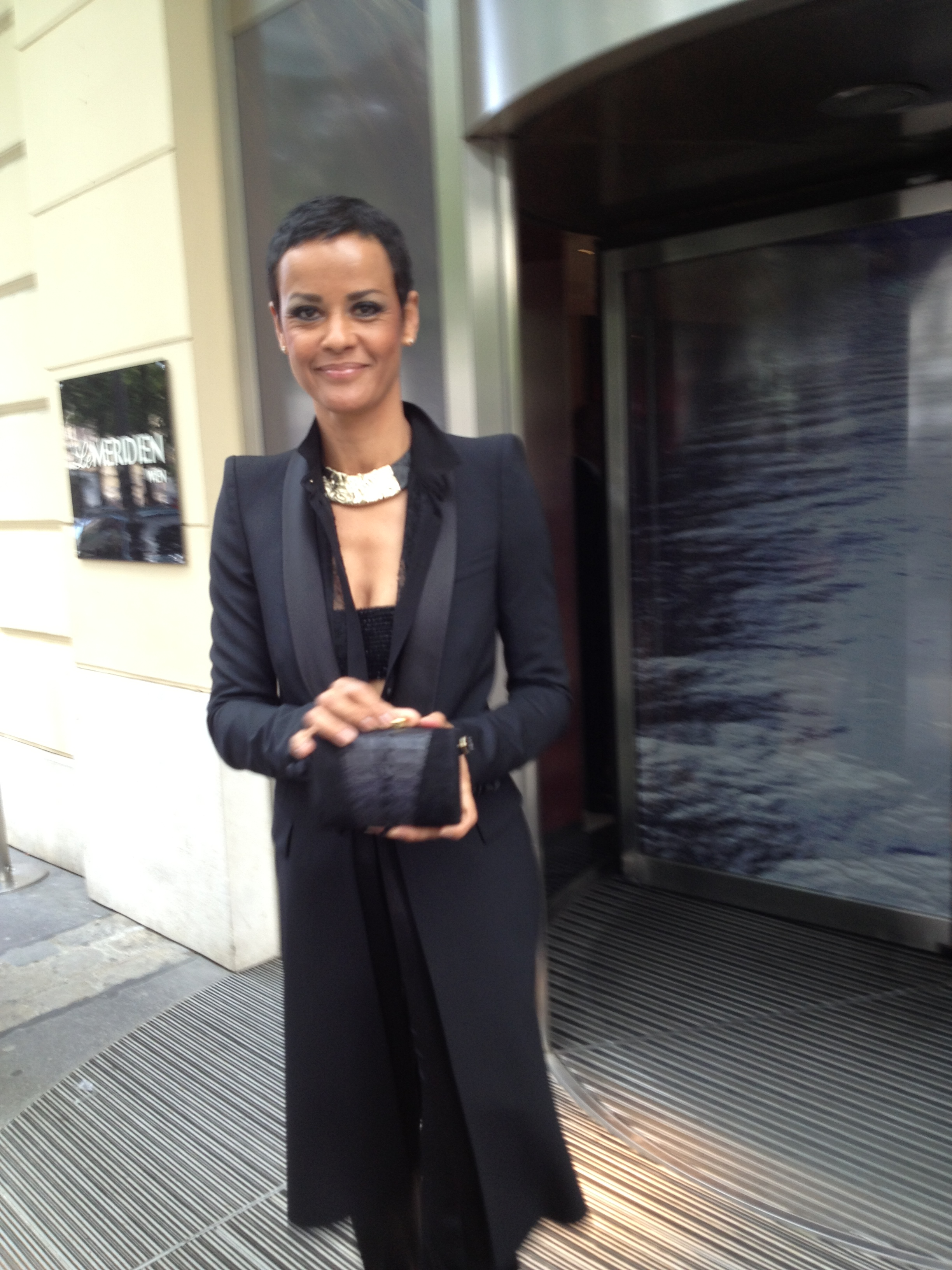
Nadège Dubospertús en Viena, en 2013.

## Vida privada
Nadège está casada con un empresario de Milán. Es amiga de grandes diseñadores de moda como Azzedine Alaia y Christian Lacroix ―quien hizo su vestido de novia―. Su mejor amiga y compañera en ese momento, era la modelo Carla Bruni, quien fue su dama de honor en la boda.

## Agencias
- D Management Group Milano[1]
- Mega Model Agency - Hamburg[2]
- Storm Model Agency Londres
- Premier Model Management
- Milk Model Management London[3]